# Нафиков, Гарей Абдуллович
Гарей Абдуллович (Асылгарай Абдулкадырович) Нафиков (25 августа 1907  — 10 июля 1942) — советский военачальник, участник Великой Отечественной войны 1941—45, командир 294-го полка 112 Башкирской кавалерийской дивизии.

## Биография
Родился в деревне Сатыево, Белебеевский уезд, Уфимская губерния (ныне село в Миякинском районе Башкортостана) в семье бедняка Абдуллы Нафикова. Татарин. Был младшим ребёнком в семье. Окончил три класса русской школы.
В 1919 умерла мать. Старшие братья в поисках работы уехали в Среднюю Азию. Гарей, как самый младший, воспитывался в детском доме г. Томска. В 1923 вернулся в родную деревню, в 1925 выехал в Ташкент к одному из братьев. Работал молотобойщиком на Карасакпайском заводе (Казахская АССР). Вступил в комсомол.
В ноябре 1929 года призван в ряды Красной Армии и зачислен красноармейцем в запасной полк 8-й отдельной кавалерийской бригады Средне-Азиатского военного округа. Командование полка направило Нафикова на 6-месячные подготовительные курсы, по окончании которых в сентябре 1930 года его зачислили в Объединённую Средне-Азиатскую военную школу им. Ленина (г. Ташкент).
В 1931 году помощник командира взвода курсант Нафиков участвовал в борьбе с басмачами курбаши Уразгельды в Туркменистане.
В 1933 окончил военную школу, начал службу в Отдельном казахском полку в должности командира пулемётного взвода.
В 1936 году за успешное выполнение особого задания НКО СССР (разгром басмаческих формирований в Каракумах в 1931) командир пулемётного эскадрона 48 горно-кавалерийского полка 19-й горно-кавалерийской дивизии САВО лейтенант Нафиков был награждён наручными часами. В 1938 награждён Почётной грамотой ЦИК Казахской ССР. Среди наград имелся также именной пистолет.
В 1938 присвоено звание старший лейтенант.
В ноябре 1940 года назначен помощником командира 159 горно-кавалерийского полка 19-й горно-кавалерийской дивизии. В апреле 1941 года на базе этой дивизии сформирован 27-й механизированный корпус. Нафиков назначен помощником командира 31-го мотоциклетного полка. В июне 1941 года корпус направлен на защиту западных границ СССР.
С июля 1941 капитан Нафиков служит в 1316 полку 17 Московской стрелковой дивизии в должности командира 4-го военно-строительного батальона. Участвует в боях с 5 июля по 8 декабря 1941 года.
С 30 сентября 1941 года капитан Нафиков Г. А., в должности командира отдельного военно-полевого строительного батальона 4 стрелковой дивизии 43 армии, принимал участие в битве под Москвой на Малоярославском шоссе.
С октября 1941 г. числился в составе 223 стрелкового полка 43 армии Западного фронта. Некоторое время числился пропавшим без вести.
10 декабря 1941 года майор Нафиков Г. А. направлен в Уфу, где формировалась 112-я Башкирская кавалерийская дивизия.
22(23) декабря назначен командиром формирования 2-го кавалерийского полка. В апреле 1941 года дивизия выехала на фронт.
Со 2 июля 1942 года 294-й кавалерийский полк под командованием майора Нафикова участвует в боевых действиях 3-й армии Брянского фронта.
Гарей Абдуллович погиб 10 июля 1942 года около села Лобановка Курской области. Был захоронен бойцами на лесной поляне.
9 июля перед командованием 8‑го кав. корпуса 3‑й армии была поставлена задача ликвидировать группировки противника в районе нпп Лобановка, Озерки, Никольское Курской области и удерживать занятые рубежи. 10 июля 2 эскадрона под командованием Нафикова попали в окружение в д.Лобановка. Нафиков отдал приказ бойцам к отступлению, сам прикрывал путь их отхода. Получив 2 тяжёлых ранения, продолжал бой, после 3‑го ранения погиб.
25 июля в Башкавдивизию прибыл фронтовой корреспондент Константин Симонов. Его очерк о ночном бое группы смельчаков из 294-го кавалерийского полка и гибели Г.А. Нафикова 31 июля 1941 г. был напечатан в газете «Красная Звезда» 
Командование 112 кавдивизии и 8 кавкорпуса представили Нафикова к посмертной награде — ордену Красного Знамени. Но по каким-то причинам Военный совет Брянского фронта заменил более высокую награду на орден Красной Звезды.
В 1965 году участники официальной экспедиции из БАССР пытались найти могилу Г.А. Нафикова. Лишь в 1967 году с помощью местных поисковиков она была обнаружена. Останки героя были перенесены в братскую могилу, расположенную в с. Вторые Тербуны.

## Награды
Орден Красной Звезды — посмертно (31.07.1942)

## Семья
Супруга Нафикова Минзыя (Зоя Низамутдиновна), уроженка д.Сатыево. Сыновья Спартак и Ким. Последний проживал в Уфе.

## Память
9 июля 2012 года в Тербунском районе прошли памятные мероприятия посвященные 70-й годовщине гибели командира 294 кавалерийского полка 112-й Башкирской кавалерийской дивизии Гарея Нафикова. Почтить память земляка приехала официальная делегация из Башкирии, включая родственников легендарного командира — двух его племянников.
8 июня в Сатыево, родной деревне майора Г. А. Нафикова, в школе открыт бюст Г. А. Нафикова. На его открытии присутствовала делегация из Тербунского района. На торжественном открытии бюста А. Нафикову и обелиска в с. Сатыево было сказано: 

Память — это связующая нить поколений, и спасибо вам, тербунцам, за то, что вы сохраняете её. Мы очень рады, что вы заботливо ухаживаете за могилами, в которой покоятся и наши земляки и выражаю благодарность от лица жителей нашего района за эту память и бережное отношение к памяти наших земляков, Гарея Нафикова. Его жизнь и подвиг сделали побратимами далёкий Миякинский район Башкортостана, из которого Гарей Нафиков ушёл на фронт, и Тербунский район Липецкой области, где он погиб.— http://www.miyakirb.ru/vistup/detail.php?ID=1573